# Gouvernement des îles Ryūkyū
Le gouvernement des îles Ryūkyū (琉球政府, Ryūkyū seifu) est l'autonomie gouvernementale des habitants de la préfecture d'Okinawa durant l'occupation américaine. Il est créé par proclamation de l'administration civile américaine des îles Ryūkyū (USCAR) le 1er avril 1952 et est aboli le 14 mai 1972 lorsqu'Okinawa est rétrocédé au Japon avec l'accord de réversion d'Okinawa de 1971.
Le gouvernement est composé d'un pouvoir exécutif, législatif, et judiciaire. Les membres du législatif étaient élus. La législature faisait ses propres lois, et était souvent en conflit avec l'USCAR, qui pouvait s'opposer à ses décisions.
Le gouvernement était dirigé par un chef-exécutif (行政主席, Gyōsei Shuseki). De 1952 à 1960, le chef-exécutif est nommé par l'USCAR. Ce poste est par la suite assigné au chef du parti dominant de la législature (1960–66), élu par la législature (1966–68), puis élu par les citoyens (1968–72).

## Membres du gouvernement

### Liste des chefs-exécutifs
- Shūhei Higa 1er avril 1952 - 25 octobre 1956
- Jūgō Tōma 11 novembre 1956 - 10 novembre 1959
- Seisaku Ōta 11 novembre 1959 - 30 octobre 1964
- Seiho Matsuoka 31 octobre 1964 - 30 novembre 1968
- Chōbyō Yara 1er décembre 1968 - 14 mai 1972